# Jolanda Insana
Jolanda Insana (Messina, 18 maggio 1937 – Roma, 27 ottobre 2016) è stata una poetessa e grecista italiana.

## Biografia
Laureata in Lettere classiche a Messina con una tesi su La Conocchia di Erinna, una poetessa greca, visse a Roma dal 1968. Diede alle stampe  diverse raccolte di poesie.
Di professione insegnante di lettere presso licei classici, Jolanda Insana venne scoperta da Giovanni Raboni nel 1977, anno in cui pubblicò nella collana da lui diretta «Quaderno collettivo della Fenice» (Guanda) la raccolta poetica Sciarra amara.
Nel 2002 vinse il Premio Viareggio per la poesia con La stortura (Garzanti).
Nel 2007 fu pubblicato nella collana "Gli elefanti poesia" della Garzanti l'intera sua opera, con l'aggiunta di un poemetto intitolato La bestia clandestina, che faceva parte del nuovo lavoro al quale Jolanda Insana si era dedicata dal 2003.
Si dedicò alla traduzione di vari classici e autori contemporanei, dal greco e dal latino: tra di essi si ricordano Saffo , Plauto, Euripide, Alceo, Anacreonte, Ipponatte, Callimaco, Lucrezio, Marziale e Andrea Cappellano. Inoltre adattò in versi alcune opere di Ahmad Shawqi e Aleksandr Tvardovskij.
La poesia che apre Sciarra amara, "Pupara sono", è stata musicata nel 2013 dal compositore Claudio Ambrosini (La pupara, madrigale a cinque voci) [2].

## Opere
- Sciarra amara, «Quaderno collettivo della Fenice» n. 26, Guanda 1977
- Fendenti fonici, Milano, Società di poesia, 1982
- Il collettame, Milano, Società di poesia, 1985
- La clausura, Milano, Crocetti, 1987
- Medicina carnale, Milano, Mondadori, 1994
- L'occhio dormiente, Venezia, Marsilio, 1997
- La stortura, Milano, Garzanti, 2002
- La tagliola del disamore, Milano, Garzanti, 2005
- Le foglie del decoro, xilografie originali di Marina Bindella, Milano, Quaderni di Orfeo, 2007
- Tutte le poesie 1977-2006, Milano, Garzanti 2007
- Satura di cartuscelle, Roma, Perrone, 2008
- Frammenti di un oratorio per il centenario del terremoto di Messina, Milano, Viennepierre, 2009
- Turbativa d'Incanto, Milano, Garzanti, 2012
- Cronologia delle lesioni, Milano, Luca Sossella editore, 2017